# Petar Nadoveza
Petar Nadoveza (9 tháng 4 năm 1942 – 19 tháng 3 năm 2023
) là một cầu thủ bóng đá người Croatia.

## Đội tuyển bóng đá quốc gia Nam Tư
Petar Nadoveza thi đấu cho đội tuyển bóng đá quốc gia Nam Tư từ năm 1967.

## Thống kê sự nghiệp
| Đội tuyển bóng đá Nam Tư | Đội tuyển bóng đá Nam Tư | Đội tuyển bóng đá Nam Tư |
| Năm                      | Trận                     | Bàn                      |
| ------------------------ | ------------------------ | ------------------------ |
| 1967                     | 1                        | 0                        |
| Tổng cộng                | 1                        | 0                        |